# Немченко, Пётр Иванович
Пётр Иванович Немченко — советский хозяйственный, государственный и политический деятель.

## Биография
Родился в 1901 году в селе Варваровка ныне Павловского района Воронежской области. Член КПСС.
С 1919 года — на хозяйственной, общественной и политической работе. В 1919—1956 гг. — участник Гражданской войны, кавалер ордена Красного Знамени в 1920 году, в Рабоче-Крестьянской Красной Армии, начальник политотдела машинно-тракторной станции, заместитель председателя исполкома Павловского районного Совета, первый секретарь Ровеньковского райкома ВКП(б), участник Великой Отечественной войны, ответственный секретарь парткомиссии при Политотделе тыловых частей 3-го Белорусского фронта, на советской и партийной работе в Воронежской области. 
Избирался депутатом Верховного Совета СССР 1-го созыва. Делегат XVIII съезда ВКП(б).
Умер после 1985 года.